# Beateberg, Töreboda kommun
Beateberg är kyrkby i Beatebergs socken i Töreboda kommun i Västergötland. Orten ligger öster om södra delen av sjön Viken.
I byn ligger Beatebergs kyrka.